# Rabdomiosarcoma
El rabdomiosarcoma (rabdo-: estriado; -mio-: músculo; sarcoma:  tumor maligno de tejido mesenquimal) es un tumor maligno de músculo estriado. 
Es el sarcoma de partes blandas (tejidos blandos) más frecuente en la infancia, con una incidencia del 65%. Puede aparecer en cualquier parte del cuerpo, incluido donde no hay músculo estriado. Esto pasa porque las células músculo-estriadas se forman a partir de las mesenquimales, que son células embrionarias, es decir, células que aún no están diferenciadas y que se pueden convertir en diversos tipos de células.
Las células tumorales del rabdomiosarcoma son células que tienen tendencia a diferenciarse en músculo estriado. Pero al microscopio no se va a observar músculo estriado, por lo tanto hay que acudir a la técnica de la inmunohistoquímica.
Las áreas del cuerpo más comunes donde se localiza este tumor son la cabeza, el cuello, la vejiga, la vagina, los brazos, las piernas y el tronco. 
Las células cancerosas, como toda célula tumoral, pueden diseminarse (por metástasis) a otras áreas del cuerpo. Y se pueden producir recidivas (que el tumor vuelva a surgir) incluso después de una remisión total.

## Tipos, causas, incidencia y factores de riesgo
Existen varias clasificaciones pero la más utilizada actualmente se divide en 4 tipos:
Rabdomiosarcoma embrionario, que tiene una variante, el botrioides. Es el más común, representando el 60% de todos los rabdomiosarcomas y el 10% aparece durante el primer año de vida.
Su variante botrioides presenta una edad media de padecimiento a los 5 años. En cuanto a la anatomía patológica, para diagnosticarlo la línea de 'cambium', que nos indica que el tumor crece por debajo de la mucosa, es imprescindible.
El rabdomiosarcoma alveolar es más común en los adolescentes, representa el 30% de todos los rabdomiosarcomas y es el más agresivo.
El pleomórfico es el menos común, representando el 10% y se da más en adultos de 30 a 50 años.
Las localizaciones más frecuentes son: extremidades (21%), retroperitoneo (13%), cabeza y cuello (11%), aparato genitourinario (11%), paratesticular (11%), órbita (11%), próstata (4%) y áreas misceláneas (21%) que son otras localizaciones distintas a las mencionadas.
Algunos niños con ciertas anomalías congénitas tienen mayor riesgo y algunas familias presentan una mutación genética que aumenta el riesgo. Sin embargo, la gran mayoría de los niños con rabdomiosarcoma no presentan factores de riesgo conocidos.
Numerosos estudios han demostrado que la ausencia o mutación del gen P53 impide la muerte celular (apoptosis) ante un daño del ADN, lo que induce a la acumulación de una masa tumoral. Otras anomalías congénitas genitourinarias, cerebrales, neurofibromatosis y el síndrome alcohólico-fetal pueden influir en la incidencia del rabdomiosarcoma.
Se ha descubierto muy recientemente, que la vía Notch está implicada en la metástasis. La vía Notch es una proteína transmembranal que sirve como receptor de señales extracelular con el rol principal de controlar la diferenciación celular. Esta vía está implicada en la agresividad, capacidad invasora y metástasis de los rabdomiosarcomas.
El grupo de investigación del Instituto de Recerca del Vall d'Hebron de Barcelona, dirigido por la Dra. Soledad Gallego, ha descubierto dos proteínas implicadas en la metástasis del rabdomiosarcoma: la integrina-á2 y la N-cadherina.
Las translocalizaciones en el rabdomiosarcoma se presentan en los genes PAX 3 y PAX 7. Son dos genes que codifican la formación de proteínas y son genes esenciales para el desarrollo de los mioblastos (células madre que dan lugar a las células musculares). Cuando el factor de transcripción FOXO1A se une a estos genes presenta una capacidad de transformación celular, inhibición de la diferenciación miogénica y de la apoptosis.
La metástasis afectan al 35% de los pacientes con rabdomiosarcoma. Se produce a distancia o a nivel local. Y los órganos más afectados son: el hígado, el cerebro y los pulmones.
Un factor pronóstico muy importante es la ploidía, que es el análisis de la cantidad de ADN que tienen las células.
Se divide en 4 grupos principales: hiperdiploides, diploides, tetraploides y poliploides. Teniendo mejor pronóstico los hiperdiploides y peor los poliploides.

## Síntomas
Los síntomas varían dependiendo de la localización del tumor.
Los tumores en la nariz o en la garganta pueden causar sangrado, congestión, problemas para deglutir o problemas neurológicos si se extienden al cerebro.
Los tumores alrededor de los ojos pueden causar protrusión ocular, problemas con la visión, hinchazón alrededor del ojo o dolor.
Los tumores en los oídos pueden causar dolor, hipoacusia o hinchazón
Los tumores en la vagina pueden estar protruyendo visiblemente del orificio vaginal.
Los tumores vaginales y vesicales pueden llevar a problemas para iniciar la micción o tener deposiciones, o a control deficiente de la orina.

## Signos y exámenes
Se debe hacer un examen físico completo. Los exámenes que se hacen para diagnosticar esta afección abarcan:
- Biopsia del tumor
- Tomografía computarizada del tórax para buscar la diseminación del tumor
- Tomografía computarizada del sitio del tumor
- Biopsia de la médula ósea (puede mostrar que el cáncer se ha diseminado)
- Gammagrafía ósea para buscar la diseminación del tumor
- Resonancia magnética del sitio del tumor
- Punción raquídea (punción lumbar)

## Tratamiento
El tratamiento preciso depende del tipo de rabdomiosarcoma y del sitio en el cual se encuentra.
Consiste en una terapia combinada de cirugía, quimioterapia y radioterapia. La cirugía dependerá de la localización del tumor. La aplicación y las dosis del tratamiento van a depender del estadio, de la localización del tumor y de la edad.
Los fármacos de la quimioterapia más utilizados son:
Vincristina
Actinomicina
Isofosfamida
Pero existen numerosos ensayos clínicos en los que se añaden fármacos nuevos.
La radioterapia puede ser externa o interna, también llamada braquiterapia. La braquiterapia consiste en la inserción de semillas radioactivas en el propio tumor para que este se elimine poco a poco.

## Expectativas (pronóstico)
Depende del tipo de tumor, de la localización y de otros factores pronósticos como la ploidía o el IPC (Índice de Proliferación Celular).

## Complicaciones
- Complicaciones de la quimioterapia
- Localización en la cual no es posible la cirugía
- Metástasis

## Nombres alternativos
- Sarcoma del tejido blando
- Rabdomiosarcoma alveolar
- Rabdomiosarcoma embrionario
- Sarcoma botrioides